# سیارک ۲۵۵۲۱
سیارک ۲۵۵۲۱ (به انگلیسی: 25521 Stevemorgan، نامگذاری:1999XH103) بیست و پنج هزار و پانصد و بیست و یکمین سیارک کشف شده‌است که در ۷ دسامبر ۱۹۹۹ کشف شد.
قدر مطلق سیارک برابر ۱۴.۱ است.